# 九州文化学園小学校・中学校
九州文化学園小学校・中学校（きゅうしゅうぶんかがくえんしょうがっこう･ちゅうがっこう）は、長崎県佐世保市花園町にある私立の小学校・中学校。小中一貫教育を行っている。

## 概要
2011年（平成23年）3月に閉校した佐世保市立花園中学校の跡地に校地・校舎が整備され、2019年（平成31年）4月に開校した。英語教育、IT教育、日本文化教育の3本柱が特色である。校訓は「明日への飛躍 夢・憧れのために学び 志のために学ぶ」。小中とも制服で、冬服はブレザー。

## 沿革
- 2019年（平成31年）4月1日 - 開校。一貫校への改修事業が、2019年度グッドデザイン賞受賞[1]。

## 交通アクセス
最寄りのバス停
- 西肥バス（させぼバスが担当）「花園町」バス停

## 周辺
- 長崎県立佐世保北中学校・高等学校